# Чайковская, Алла Михайловна
Алла Михайловна Чайковская (21 июня 1934, Запорожье — март 2007) — грузинская шахматистка, международный мастер (1962) среди женщин. Инженер. 
Чемпионка Грузинской ССР [1963, 1964 (с Н. Александрия), 1967]; призёр ряда женских чемпионатов Грузии (1957—1960, 1965). Участница 8 чемпионатов СССР; лучшие результаты: 1962 — 5—6-е, 1963 и 1966 — 6-е, 1967 — 2—4-е, 1968 — 1—2-е места (с Н. Александрия). Лучшие результаты в международных соревнованиях: Тбилиси (1961) и Сухуми (1964) — 2-е; Тбилиси (1968) — 2—3-е места.